# Halkın Yükselişi Partisi
Die Halkın Yükselişi Partisi (HYP) („Partei für den Aufstieg des Volkes“) ist eine politische Partei in der Türkei.
Die Partei wurde im Jahre 2005 durch Yaşar Nuri Öztürk gegründet, nachdem dieser aus der CHP ausgetreten war. Sie sieht sich als Partei, die kemalistischen und sozialdemokratischen Werten verpflichtet ist. Sie bezieht keine staatliche Parteienfinanzierung und finanziert sich ausschließlich aus Mitgliedsbeiträgen.

## Wahlergebnisse der HYP
Wahlen zur Großen Nationalversammlung der Türkei
| Wahljahr | Stimmen | Prozentanteil | Abgeordnete |
| -------- | ------- | ------------- | ----------- |
| 2007     | 174.872 | 0,50 %        | 0           |